# Tanya Roberts

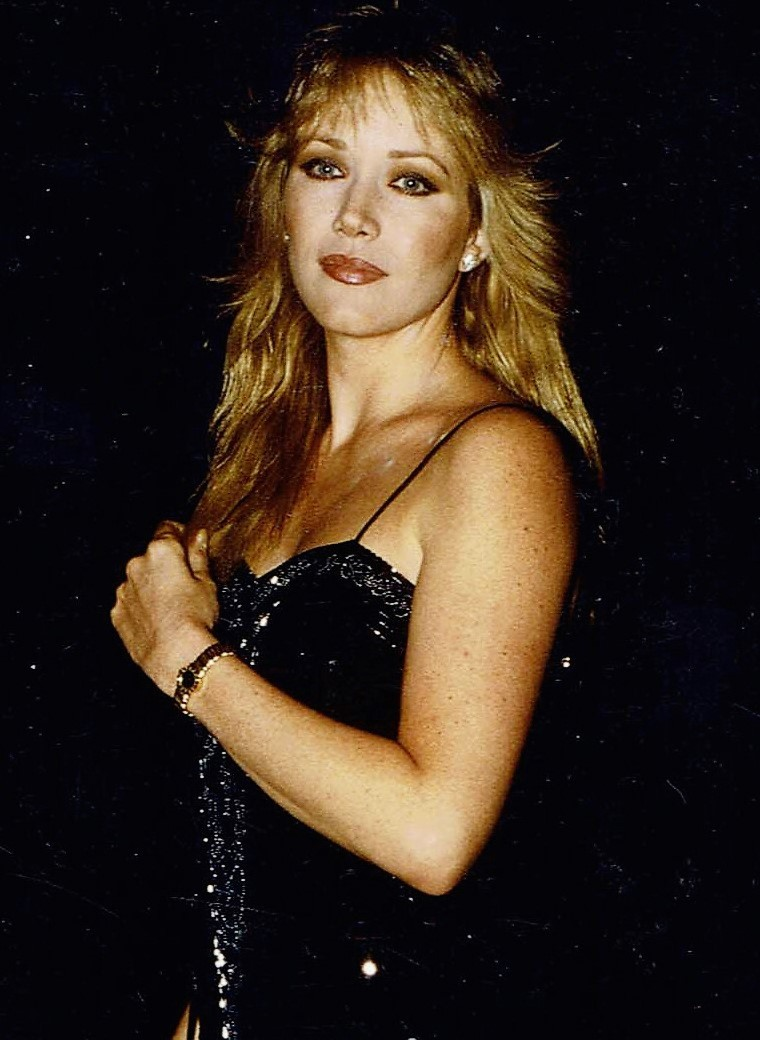
Tanya Roberts, ca. 1985

Tanya Roberts (* 15. Oktober 1949 als Victoria Leigh Blum in der Bronx, New York City; † 4. Januar 2021 in Los Angeles, Kalifornien) war eine US-amerikanische Schauspielerin, die vor allem als einer der Drei Engel für Charlie und als Bond-Girl im James-Bond-Film Im Angesicht des Todes bekannt wurde.

## Biografie
Tanya Roberts wurde 1949 in der Bronx als zweites Kind eines jüdischen Vaters österreichischer Herkunft und einer irischstämmigen Mutter als Victoria Leigh Blum geboren. Sie brach mit 15 ihre Schulausbildung ab, trampte durchs Land und heiratete. Ihrer Mutter gelang es später, die Ehe annullieren zu lassen. Zurück in New York heiratete Tanya Roberts mit 19 Jahren den damaligen Psychologiestudenten und späteren Drehbuchautor Barry Roberts, mit dem sie bis zu dessen Tod 2006 verheiratet war. Anschließend nahm sie Schauspielunterricht, hielt sich als Tanzlehrerin und Model über Wasser und sammelte erste Erfahrungen auf der Bühne in Off-Broadway-Produktionen und Werbespots.
1976 gab Roberts in dem Horrorfilm Forced Entry – Erzwungener Eintritt, einem Remake des gleichnamigen Pornofilms aus dem Jahre 1973, ihr Filmdebüt. Danach spielte sie kleinere Rollen in Filmen unter der Regie von renommierten Regisseuren wie Ich bin der Boss von Larry Cohen und Finger – Zärtlich und brutal von James Toback. In Letzterem war sie neben Harvey Keitel zu sehen. Im Fernsehen feierte sie 1979 mit den Filmen Zuma Beach neben Suzanne Somers und Pleasure Cove neben Tom Jones und David Hasselhoff ihren Einstand. Weniger Glück hatte sie beim Vorsprechen für den Kinohit Zehn – Die Traumfrau mit Dudley Moore. Regisseur Blake Edwards hatte zunächst Roberts für die weibliche Hauptrolle ausgewählt, entschied sich aber letztlich doch für Bo Derek.
Ein Jahr später war Roberts in der von Aaron Spelling produzierten Krimiserie Vegas in einer Doppelfolge als Officer Britt Blackwell zu sehen. Als Partnerin zur Seite stand ihr die ehemalige Mamas & Papas-Sängerin Michelle Phillips. Die Rollen sollte ursprünglich in einer eigenen Krimiserie namens Ladies in Blue fortgesetzt werden, doch die Idee wurde fallengelassen. Produzent Spelling glaubte jedoch weiterhin an Roberts. Mit ihrer Figur der Julie Rogers ersetzte sie in der fünften und letzten Staffel die ausgestiegene Shelley Hack in der von Spelling produzierten Krimiserie Drei Engel für Charlie, mit der Roberts 1980 schließlich der Durchbruch gelang. Sie konnte sich beim Casting für die Rolle gegen 2.000 andere Schauspielerinnen durchsetzen.
Die Magazine Playboy und People setzten Tanya Roberts auf die Titelseite. Nach der Absetzung von Drei Engel für Charlie 1981 – die Quoten waren schon in der Staffel davor zurückgegangen – spielte Roberts Hauptrollen in den Fantasyfilmen Beastmaster – Der Befreier (1982) und Duell der Besten (1983) sowie 1984 die Titelrolle als weiblicher Tarzan in Sheena – Königin des Dschungels. Der Film fiel bei Kritik und Publikum durch, entwickelt sich aber ebenso wie Beastmaster zum Kultfilm. Auch Aaron Spelling vertraute weiterhin auf Roberts und besetzte sie 1982 in Gastrollen in seinen Erfolgsserien Fantasy Island und Love Boat. Ein Jahr später war sie darüber hinaus in Mike Hammer – Mord auf Abruf, dem ersten Pilotfilm zur späteren Serie, neben Stacey Keach zu sehen.
Roberts’ Karrierehöhepunkt markierte 1985 die Rolle als Bond-Girl Stacey Sutton in dem James-Bond-Film Im Angesicht des Todes an der Seite von Roger Moore. Wie schon für Sheena wurde Roberts auch für diesen Film als schlechteste Schauspielerin des Jahres für den Goldene Himbeere nominiert. Moore schrieb später in seinem Buch Mein Name ist Bond... James Bond: Die Autobiographie, dass er keinerlei Chemie mit Roberts gehabt habe.
Nach ihrem Auftritt in Im Angesicht des Todes verkündete sie, fortan nur noch Filmrollen annehmen zu wollen, bei denen hüllenloses Auftreten nicht im Vordergrund steht. Entsprechende Angebote blieben jedoch aus. Roberts drehte noch eine Reihe von Direct-to-Video-Produktionen mit deutschen Verleihtiteln wie Verschwitzte Körper (1987) oder Fatale Leidenschaft (1991). Von 1998 bis 2001 spielte sie in den ersten drei Staffeln der Fernsehserie Die wilden Siebziger die Rolle der Midge Pinciotti. Sie kehrte für Gastauftritte in den Staffeln sechs und sieben zurück. 2005 war sie noch einmal in Gastrollen in zwei Fernsehserien zu sehen, danach beendete sie ihre Schauspielkarriere. Ihr Mann Barry Roberts war zwischenzeitlich an einer Enzephalitis erkrankt und Tanya pflegte ihn bis zu seinem Tod 2006.
Am 24. Dezember 2020 brach Roberts zusammen und wurde anschließend in das Cedars-Sinai Medical Center in Los Angeles eingeliefert. Am 4. Januar 2021 teilte ihr Sprecher Mike Pingel irrtümlich mit, dass sie am 3. Januar im Krankenhaus verstorben sei. Pingel räumte noch am selben Tag den Fehler ein und begründete die Falschmeldung mit missverständlichen Informationen durch ihren Lebensgefährten Lance O’Brien. Am Abend des 4. Januar 2021 starb sie an den Folgen einer Harnwegsinfektion, was O’Brien den Medien am 5. Januar 2021 bestätigte.

## Filmografie (Auswahl)
- 1976: Forced Entry – Erzwungener Eintritt aka Exzesse im Blutrausch (Forced Entry)
- 1976: The Yum-Yum Girls
- 1978: Finger – Zärtlich und brutal (Fingers)
- 1978: Zuma Beach (Fernsehfilm)
- 1979: Pleasure Cove (Fernsehfilm)
- 1979: Tourist Trap – Die Touristenfalle (Tourist Trap)
- 1979: Raquet – Aufschlag ins Glück (Racquet)
- 1979: California Dreaming
- 1980: Waikiki (Fernsehfilm)
- 1980: Drei Engel für Charlie (Charlie’s Angels, Fernsehserie, 16 Folgen)
- 1982: Beastmaster – Der Befreier (The Beastmaster)
- 1982: Love Boat (The Love Boat, Fernsehserie, eine Folge)
- 1983: Mike Hammer – Mord auf Abruf (Murder Me, Murder You, Fernsehfilm)
- 1983: Duell der Besten (I Paladini – storia d’armi e d’amori)
- 1984: Sheena – Königin des Dschungels (Sheena)
- 1985: James Bond 007 – Im Angesicht des Todes (A View to a Kill)
- 1987: Verschwitzte Körper (Body Slam)
- 1988: Purgatory
- 1990: Augen der Nacht (Night Eyes)
- 1991: Fatale Leidenschaft (Inner Sanctum)
- 1991: Dead Instinct – Leidenschaft ohne Grenzen (Legal Tender)
- 1992: Baby Talk (Almost Pregnant)
- 1994–1996: Hot Line (Fernsehserie, 12 Folgen)
- 1998–2001, 2004: Die wilden Siebziger (That ’70s Show, Fernsehserie, 52 Folgen)